# Narsingh Pancham Yadav
Narsingh Pancham Yadav (6 de agosto de 1989) es un luchador indio de lucha libre. Participó en los Juegos Olímpicos de Londres 2012 en la categoría de 74 kg, consiguiendo un 13.º puesto. Compitió en cuatro campeonatos mundiales. Ganó una medalla de bronce en 2015. Conquistó una medalla de bronce en Juegos Asiáticos de 2010, un séptimo lugar en 2010 y octava posición en 2006. Ganó una medalla de bronce en Campeonato Asiático de 2015. Ganador de la medalla de oro en Juegos de la Mancomunidad de 2010.